# Eurocon 2005

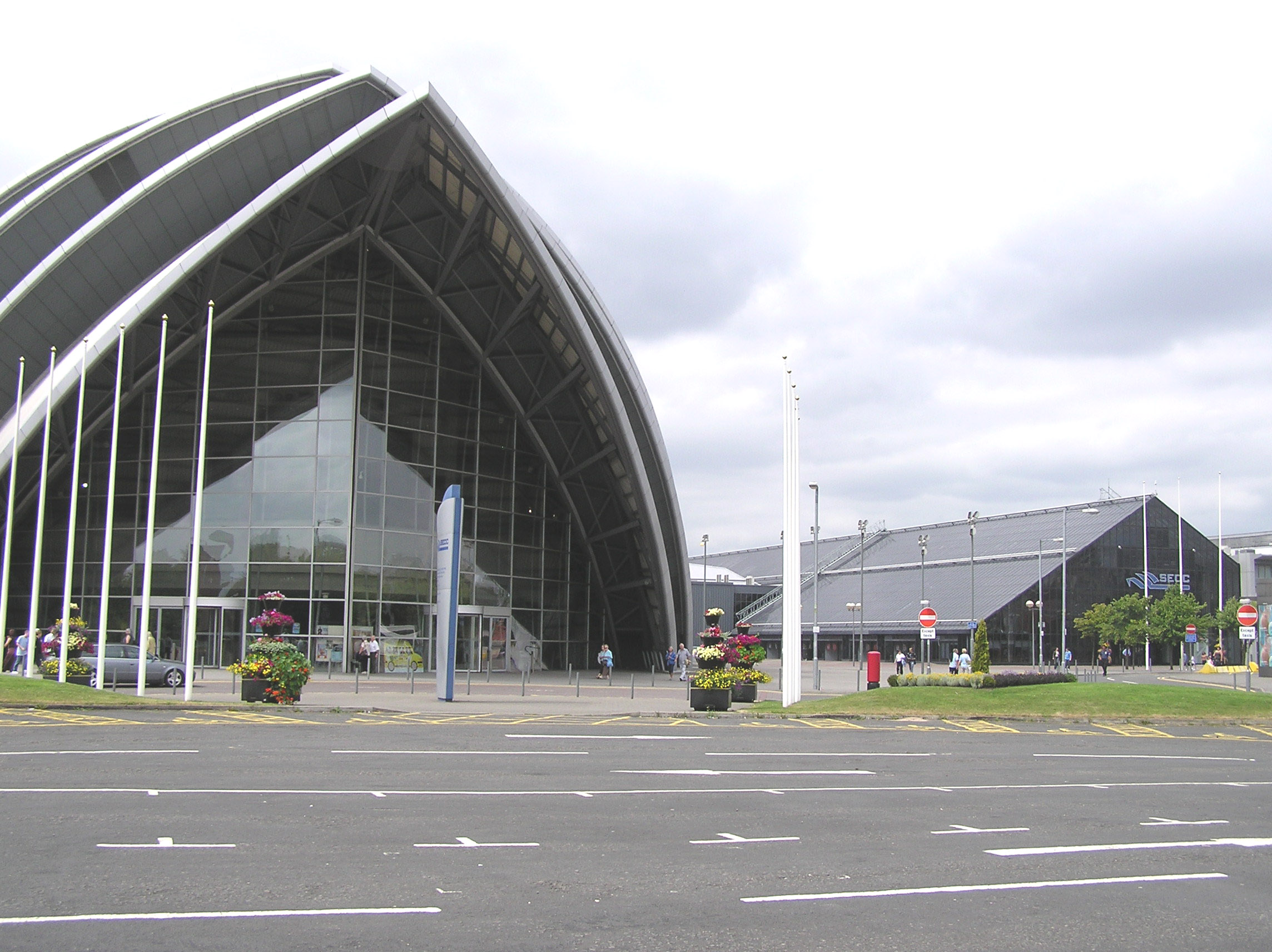
Clyde Auditorium - locul convenției

Eurocon 2005, acronim pentru Convenția europeană de science fiction din 2005, a avut loc la Glasgow în  Scoția, pentru a doua oară. Convenția a fost totodată și a 63-a ediție Worldcon și s-a numit Interaction. Invitați de onoare au fost Greg Pickersgill, Christopher Priest, Robert Sheckley, Lars-Olov Strandberg și Jane Yolen.

## Lista participanților - scriitori și artiști

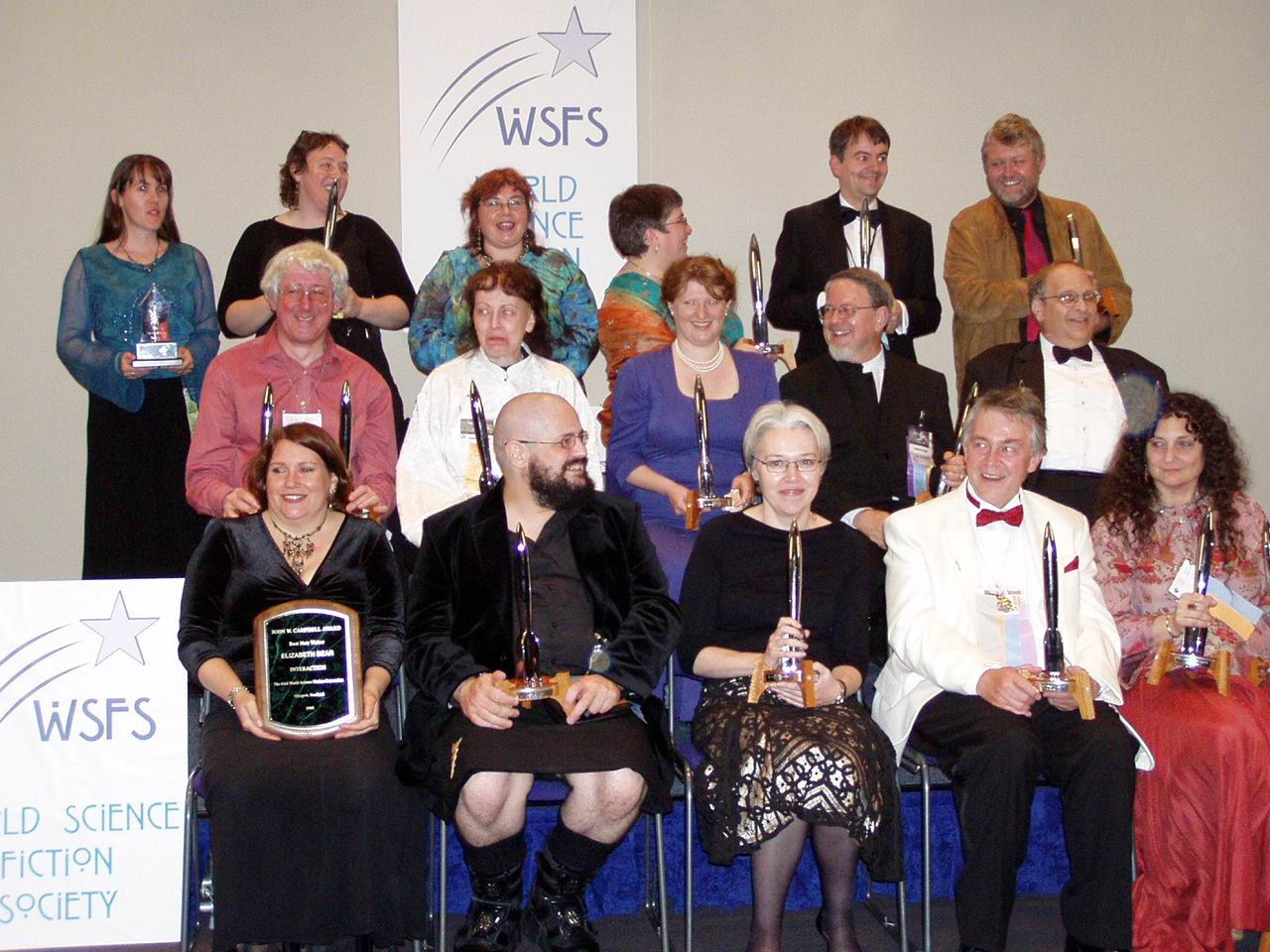
Câștigătorii premiilor Hugo 2005

- Brian Aldiss
- Iain M. Banks
- Stephen Baxter
- Terry Brooks
- Jim Burns
- Susanna Clarke
- Jonathan Clements
- John Clute
- Cory Doctorow
- Greer Gilman
- Simon Green
- Joe Haldeman
- Peter F. Hamilton
- Harry Harrison
- Robin Hobb
- P. C. Hodgell
- James P. Hogan
- Tanya Huff
- Conor Kostick
- Ellen Kushner
- Alan Lee
- Anne McCaffrey
- Ian McDonald
- Ken MacLeod
- George R. R. Martin
- China Miéville
- Elizabeth Moon
- Richard Morgan
- John Picacio
- Terry Pratchett
- Robert Rankin
- Alastair Reynolds
- Justina Robson
- Kim Stanley Robinson
- Delia Sherman
- Robert Silverberg
- Michael Swanwick
- Harry Turtledove
- Connie Willis
- Frank Wu